# Bahnhof Salzgitter-Bad
Der Bahnhof Salzgitter-Bad befindet sich in der niedersächsischen Stadt Salzgitter im Süden des Stadtgebietes im zweitgrößten und namensgebenden Stadtteil Salzgitter-Bad.

## Anlage und Betrieb
Der Bahnhof ist ein Trennungsbahnhof an den Bahnstrecken Leiferde–Salzgitter-Bad, Börßum–Kreiensen und Broistedt–Salzgitter-Bad. Alle Strecken sind nicht elektrifiziert. Der Bahnhof ist in die Preisklasse 6 eingeordnet.
2014 verfügt der Bahnhof nur noch über zwei Gleise mit Außenbahnsteigen. Vor dem letzten Bahnhofsumbau gab es diverse Güter- und Abstellgleise sowohl der Deutschen Bahn als auch der Salzgitter-Eisenbahn.

## Verbindungen
| Linie                | Strecke                                                                   | Taktfrequenz | EVU           |
| -------------------- | ------------------------------------------------------------------------- | ------------ | ------------- |
| RB 46                | Herzberg – Seesen – Salzgitter-Ringelheim – Salzgitter-Bad – Braunschweig | Stundentakt  | DB Regio Nord |
| Stand: 12. Dez. 2022 |                                                                           |              |               |

Ab 2030 soll der Bahnhof Salzgitter-Bad durch die RB 48 einen neuen Direktanschluss zum Bahnhof Goslar erhalten. Die RB 48 soll über die neu zu bauende Ringelheimer Kurve geführt werden.

## Geschichte
Im Süden des heutigen Stadtgebietes von Salzgitter durchquerte die 1856 von Börßum in Richtung Kreiensen geführte Braunschweigische Südbahn als Teil einer Ost-West-Magistrale die Stationen Salzgitter (heute Salzgitter-Bad) sowie Ringelheim (Harz) (heute Salzgitter-Ringelheim).
1896 wurde vom Bahnhof aus mit dem Bau eines Anschlussgleises in Normalspur zum Kalischacht Fürst Bismarck in den heutigen Greifpark begonnen; der Schacht wurde jedoch 1903 bereits wieder aufgegeben. 1924 wurde dann der größte Teil des genannten Anschlussgleises Teil der schmalspurigen Erzbahn Calbecht–Döhren zum Anschluss der Grube Georg-Friedrich sowie später der Grube Anna und Hoffnung. Für diese Strecke wurde auch östlich des Bahnhofs die Warnetalbrücke errichtet, die die spätere Fernverkehrsstraße 248, die Warne und die Braunschweigische Südbahn überquerte. Bereits 16 Jahre danach wurde die Strecke zwischen Calbecht und Voßpaß (und damit auch die Brücke) wieder aufgegeben, da der Güterverkehr nach Calbecht auf die von der Salzgitter-Eisenbahn betriebenen Erzbahn Broistedt–Calbecht–Salzgitter-Bad verlagert wurde; die zuvor nördlich von Calbecht befindliche Umladestation von den Schmalspurwagen mit 780 mm Spurweite auf die Normalspurwagen wurde deshalb nach Voßpaß verlegt. Dieser 1968 aufgelassene Verladebahnhof Salzgitter-Voßpaß verfiel nach der Stilllegung und wurde 2013/14 abgerissen.
Eine Verbindung zum 1944 von den Hermann-Göring-Werken gegründeten Konzentrationslager Salzgitter-Bad, welches die schmalspurige Erzbahnstrecke nach Döhren tangierte, ist jedoch nicht nachgewiesen.
Nach der deutschen Teilung änderten sich die Verkehrsströme. Viele Bahnstrecken, die die innerdeutsche Grenze querten, wurden unterbrochen, darunter auch die auf Jerxheim und Börßum zulaufenden Verbindungen von Magdeburg über Eilsleben und Oschersleben, was der Braunschweigischen Südbahn die Ost-West-Funktion nahm; der Bahnhof Salzgitter-Bad verlor schlagartig die überregionale Verkehrsanbindung.
Zugleich wurde aber auch nach einer besseren Verkehrsanbindung des Raumes Salzgitter gesucht. 1956 wurde eine direkte Verbindung von Salzgitter-Bad nach Braunschweig durch einen Lückenschluss nach Salzgitter-Drütte eröffnet (siehe Bahnstrecke Leiferde–Salzgitter-Bad), so dass die Reisenden nicht mehr den Umweg über Börßum und Wolfenbüttel nehmen mussten. Infolgedessen wurde das zweite Gleis der Braunschweigischen Südbahn 1968 entfernt. Ende 1975 fuhr schließlich der letzte Personenzug Richtung Börßum. Bis Mitte 1988 wurde nach und nach auch der Güterverkehr in diese Richtung eingestellt. Die Strecke wurde jedoch nicht stillgelegt; stattdessen finden regelmäßig Fahrten mit einer Dampflokomotive der Baureihe 41 oder einer Köf II als Museumseisenbahnverkehr statt (siehe Warnetalbahn), die jedoch nur selten bis Salzgitter-Bad durchfahren.

## Empfangsgebäude

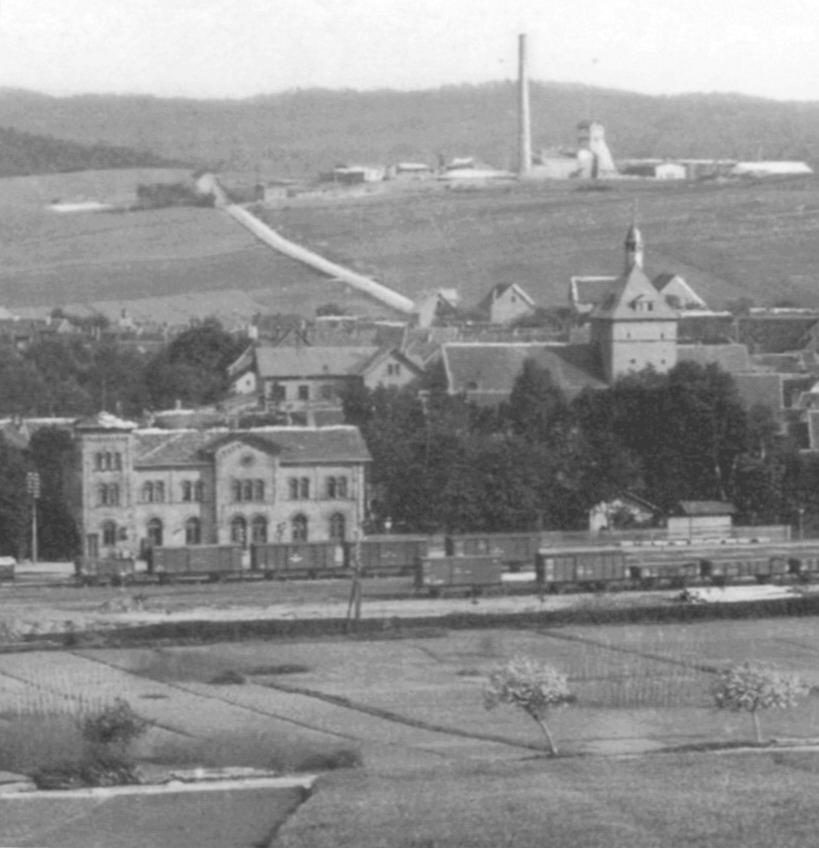
Salzgitter-Bad um 1900, im Vordergrund der Bahnhof (Blick von Norden)

Ein Jahr nach Inbetriebnahme der Bahnlinie wurde das Empfangsgebäude fertig gestellt. Das Erdgeschoss des zweistöckigen Bauwerks diente dem Reisebetrieb, im Obergeschoss befand sich die Wohnung des Bahnhofvorstehers. Zwischen 1858 und 1884 gab es im Bahnhof auch ein Postamt. Um dem zunehmenden Reiseverkehr durch den Kurgastbetrieb gerecht zu werden, wurde das Gebäude 1900 erweitert. Auch wurde im Bereich des heutigen Bahnhofsvorplatzes für die Gäste eine kleine Gartenanlage angelegt. Zwischen 1955 und 1957 wurde an der Ostseite des Gebäudes ein weiterer Bau errichtet, der eine große Empfangshalle, eine Gaststätte und einen Kiosk sowie im Obergeschoss ein kleines Hotel enthielt. Vor diesem Gebäude wurde ein neuer Vorplatz mit Bushaltestellen, Taxenstellplätzen und Pkw-Parkplätzen geschaffen. Das 1957 fertiggestellte Gebäude wurde im Sommer 1997 wieder abgerissen und zusammen mit dem östlichen Vorplatz durch ein Wohngebäude überbaut. Das historische Bahnhofsgebäude wurde 1997 durch einen privaten Investor erworben und in den folgenden drei Jahren restauriert. Die Stadt Salzgitter ließ 2000 den südlichen Bahnhofsvorplatz neu gestalten und die Unterführung unter den Bahngleisen erweitern, die zugleich als Verbindung zwischen der Altstadt und dem nördlich der Gleise gelegenen Einkaufszentrum dient.

## Nächste Bahnhöfe
- Richtung Kreiensen: Bahnhof Salzgitter-Ringelheim
- Richtung Braunschweig: Haltepunkt Salzgitter-Thiede
  - bis 1989: Bahnhof Salzgitter-Barum
  - bis 1954: Haltepunkt Beinum
- Richtung Börßum: Bahnhof Klein Mahner (SPNV eingestellt; vereinzelt Museumseisenbahnverkehr)